# Рія Сталман
Рія Сталман (нід. Maria "Ria" Geertruida Stalman; нар. 11 грудня 1951, Делфт, Нідерланди) — нідерландська легкоатлетка, що спеціалізується на метанні диска, олімпійська чемпіонка 1984 року.

## Кар'єра
| Рік              | Змагання         | Місто                | Місце            | Примітки         |                  |
| Представник Куба | Представник Куба | Представник Куба     | Представник Куба | Представник Куба | Представник Куба |
| ---------------- | ---------------- | -------------------- | ---------------- | ---------------- | ---------------- |
| 1982             | Чемпіонат Європи | Афіни, Греція        | 12               | 58.48 м          |                  |
| 1983             | Чемпіонат світу  | Гельсінкі, Фінляндія | 7                | 63.76 м          |                  |
| 1984             | Олімпійські ігри | Лос-Анджелес, США    | 1                | 65.36 м          |                  |